# Równina Górna
Równina Górna (niem. Ober Plehnen) – osada w Polsce położona w województwie warmińsko-mazurskim, w powiecie kętrzyńskim, w gminie Korsze.

## Historia
We wczesnym średniowieczu znajdował się tu gródek krzyżacki. Zameczek i podgrodzie (budowle o konstrukcji drewniano-ziemnej) położone były na prawym brzegu rzeki Guber.
Pierwotnie wieś o nazwie Plehnen lokowana była w XIV wieku na 27 włókach, jako zaplecze gospodarcze strażnicy krzyżackiej. W roku 1422 były tu trzy karczmy i młyn wodny.
Wieś została rozdzielona na początku XVIII wieku na dwie wsie: Równinę Dolną i Równinę Górną.
Majątek ziemski w Równinie Górnej pod koniec XIX wieku należał do rodziny Roßmussen, a w latach dwudziestych XX wieku do rodziny Hahlweg. Majątek w tym czasie miał powierzchnię ponad 400 ha.
Po II wojnie światowej utworzone zostało tu Państwowe Gospodarstwo Rolne, które przed likwidacją wchodziło w skład Kombinatu PGR Garbno.
W latach 1975–1998 miejscowość administracyjnie należała do województwa olsztyńskiego.

## Dwór
Dwór w Równinie Górnej wybudowany został pod koniec XIX wieku. Architektura budowli nawiązuje do stylu klasycystycznego. Dwór wzniesiony został na rzucie prostokąta z dwupoziomowymi ryzalitami na elewacjach wzdłużnych. Przy ryzalicie od strony parku znajduje się drewniana weranda. Budynek posiada także dwa poziomy użytkowe na elewacjach bocznych. Całość budowli zdobiona jest detalami architektonicznymi.
Przy dworze zachował się park z różnymi gatunkami starodrzewu.
Po II wojnie światowej budynek był wykorzystywany na biura i mieszkania pracowników PGR. Dwór jest własnością prywatną.
Dwór wraz z parkiem jest zarejestrowany w rejestrze zabytków nieruchomych.

## Ochrona przyrody
Zachodnia część wsi jest objęta ochroną w ramach Obszaru Chronionego Krajobrazu Doliny Rzeki Guber.